# Out on a Limb (ER)
Out on a Limb is de zestiende aflevering van het twaalfde seizoen van de televisieserie ER, die voor het eerst werd uitgezonden op 16 maart 2006.

## Verhaal
Dr. Weaver moet een moeilijke beslissing maken, zij moet geopereerd worden aan haar heup dat haar mogelijk maakt om zonder kruk te lopen. Zij is zo gewend aan het lopen met kruk dat zij dit moeilijk op kan geven en stelt daarom elke keer de operatie uit. Uiteindelijk besluit zij dat de operatie noodzakelijk is en stemt hier toch in.
Taggart behandeld een man die in elkaar gezakt is, het is een welgestelde zakenman die onder de indruk van haar raakt. Uiteindelijk biedt hij haar een baan, als persoonlijke verpleegster op parttime basis, aan die zij niet kan weigeren.
Dr. Rasgotra woont een bijeenkomst bij van echtgenotes van uitgezonden militairen, hier maakt zij een opmerking over de oorlog in Irak die niet bij iedereen goed valt.
Dr. Pratt biecht bij dr. Kovac zijn vervalste bloedtest op (zie Split Decisions), en hij wordt hiervoor vijf dagen geschorst waarin hij zijn fout moet overdenken.

## Rolverdeling

### Hoofdrollen
- Goran Višnjić - Dr. Luka Kovac
- Maura Tierney - Dr. Abby Lockhart
- Mekhi Phifer - Dr. Gregory Pratt
- Parminder Nagra - Dr. Neela Rasgrota
- Shane West - Dr. Ray Barnett
- Scott Grimes - Dr. Archie Morris
- Laura Innes - Dr. Kerry Weaver
- Christopher Grove - Dr. Marty Kline
- Linda Cardellini - verpleegster Samantha Taggart
- Dominic Janes - Alex Taggart
- Deezer D - verpleger Malik McGrath
- Laura Cerón - verpleegster Chuny Marquez
- Lily Mariye - verpleegster Lily Jarvik
- Lyn Alicia Henderson - ambulancemedewerker Pamela Olbes
- Demetrius Navarro - ambulancemedewerker Morales
- Emily Wagner - ambulancemedewerker Doris Pickman
- Troy Evans - Frank Martin

### Gastrollen (selectie)
- Armand Assante - Richard Elliot
- Jillian Bowen - Katie Odachowski
- Lucy Butler - Mrs. Odachowski
- John Montana - Mr. Odachowski
- Jim Parrack - Phil
- Jacob Urrutia - Jose Rodriguez
- Lori Alexander - Amy
- Greg Baker - Highsmith
- Jay Burns - Arthur